# تذبذب جدار الصدر
تذبذب جدار الصدر هو حالة تحدث عند استخدام الأجهزة لإزالة المخاط الزائد من الشعب الهوائية الرئة (الشعب الهوائية والقصب الهوائية). ويستخدم أساسا في علاج التليف الكيسي، ولكنه أيضا يستخدم في علاج أمراض أخرى، مثل القصبات، و داء الإنسداد الرئوي المزمن داء الانسداد الرئوي المزمن، والشلل الدماغي وضمور العضلات، والتي يمكن للمخاط المفرط منع الشعب الهوائية بسبب الإنتاج المفرط أو فشل إزالة.
هذا «النظام السلبي» لا يعتمد على جهد المريض. ويستخدم ضاغط لتضخيم وتفريغ سترة إيقاعي في فترات زمنية، وبالتالي يفرض ارتفاع تردد تذبذبات جدار الصدر (HFCWO) التي يتم نقلها إلى الرئتين. هذه التذبذبات الرقيقة تميع بالرج مخاط مجرى الهواء، وتسهل إزالته عن طريق السعال. وكما أنه يمكن التحكم في تسليم الهواء إلى السترة يدويا.

## تاريخ
تم تطوير نظام السترة من قبل وارن وارويك وهو خبير في طب الأطفال والتليف الكيسي، وليلاند هانسن وهو عالم كبير في جامعة مينيسوتا، التي رخصت للمنتج إلى النظم الحيوية الأمريكية في عام 1988. وهو جهاز التذبذب الصدري العالي التردد الأصلي من قبل شركة (Advanced respiratory ،Inc (ARI، سابقاً شركة النظم الحيوية الأمريكية، في سانت بول، مينيسوتا، الولايات المتحدة الأمريكية. وفي عام 2003، حصلت هيل روم على ARI.